# Saint-Clar-de-Rivière
Saint-Clar-de-Rivière är en kommun i departementet Haute-Garonne i regionen Occitanien i södra Frankrike. Kommunen ligger i kantonen Muret som tillhör arrondissementet Muret. År 2022 hade Saint-Clar-de-Rivière 1 664 invånare.

## Befolkningsutveckling
Antalet invånare i kommunen Saint-Clar-de-Rivière
Referens:INSEE